# Aérodrome d'El Jadida
L'aéroport d'El Jadida est un aéroport fermé maintenant situé dans la ville d'El Jadida, au Maroc. Son ancien code OACI est GMMJ. Il est prévu que le site soit réaménagé en un pôle urbain vers 2025.